# Atletismo nos Jogos Pan-Americanos de 1987 - Arremesso de peso feminino
A prova do arremesso de peso feminino nos Jogos Pan-Americanos de 1987 foi realizada em 12 de agosto em Indianápolis, Estados Unidos.

## Medalhistas
| Ouro                            | Prata                 | Bronze               |
| Ramona Pagel USA Estados Unidos | María Sarría CUB Cuba | Belsis Laza CUB Cuba |

## Resultados
| Posição           | Nome                | Nacionalidade      | Marca | Notas |
| ----------------- | ------------------- | ------------------ | ----- | ----- |
| Medalha de ouro   | Ramona Pagel        | USA Estados Unidos | 18.56 |       |
| Medalha de prata  | María Sarría        | CUB Cuba           | 18.12 |       |
| Medalha de bronze | Belsis Laza         | CUB Cuba           | 18.06 |       |
| 4                 | Deborah Saint-Phard | HAI Haiti          | 16.58 | NR    |
| 5                 | Pam Dukes           | USA Estados Unidos | 16.47 |       |
| 6                 | Melody Torcolacci   | CAN Canadá         | 15.53 |       |
| 7                 | María Urrutia       | COL Colômbia       | 14.47 |       |